# Koryto (Wołoszyn)

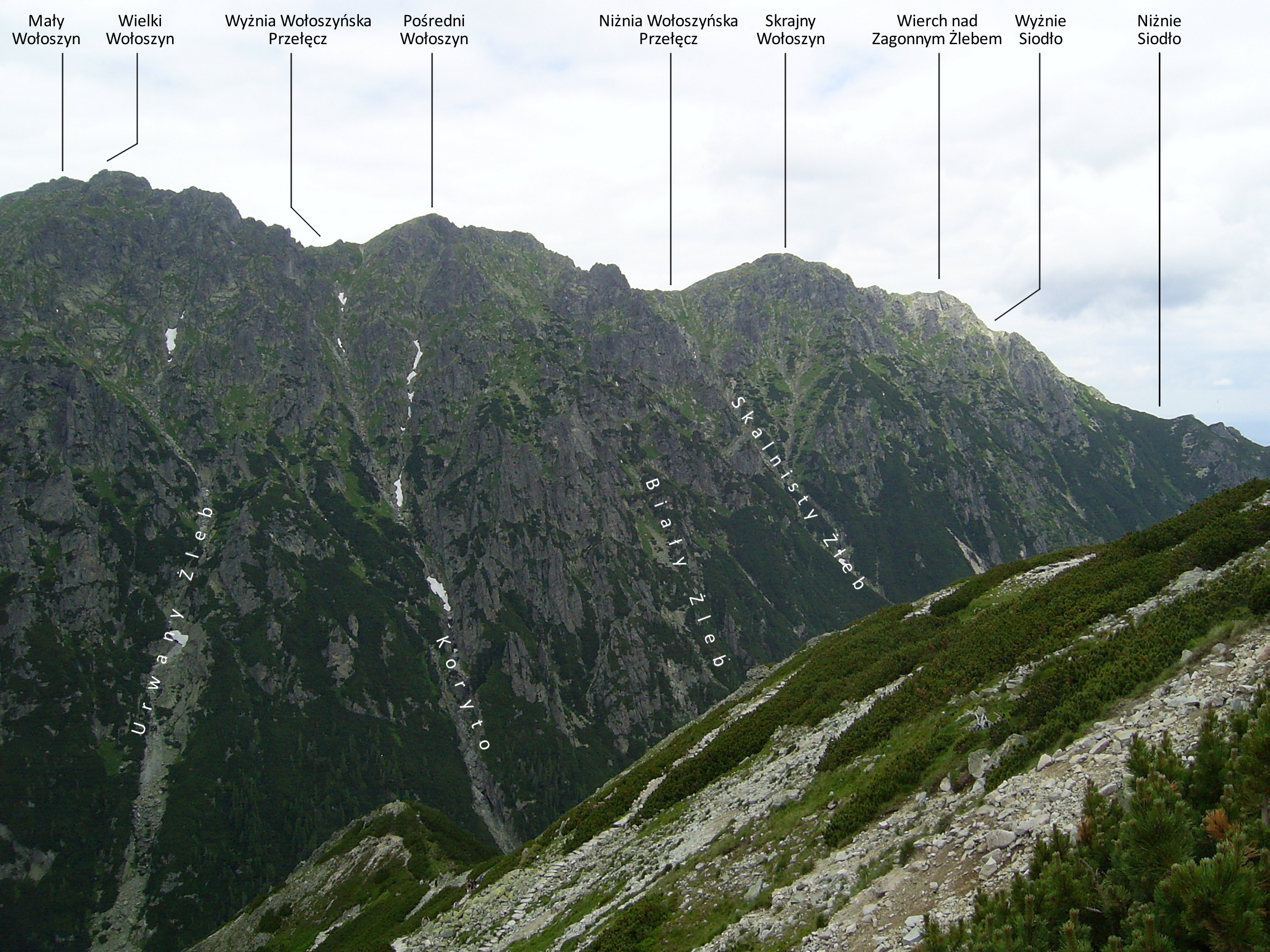
Widok ze Świstowej Czuby

Koryto – żleb w masywie Wołoszyna w polskich Tatrach Wysokich. Opada spod Wyżniej Wołoszyńskiej Przełęczy (2061 m) do środkowej części Doliny Roztoki, powyżej polanki Nowa Roztoka. Posiada dwie główne odnogi, jedna z nich wcina się w południowo-zachodnie stoki Pośredniego Wołoszyna, druga w południowo-wschodnie stoki Wielkiego Wołoszyna. Żleb jest skalisty i bardzo stromy. Zimą schodzą nim duże lawiny.
Znajduje się na obszarze ochrony ścisłej i jest niedostępny dla turystów i taterników.